# Борисово (област Русе)
Вижте пояснителната страница за други значения на Борисово.
Борѝсово е село в Северна България. То се намира в община Сливо поле, област Русе.

## География
Село Борисово се намира на 25 км североизточно от град Русе в плодородната Дунавска равнина и влиза в състава на община Сливо поле. Разположено в долината на река Дунав, на 9 километра от реката. Климатът е умереноконтинентален. Алувиални почви. В селото добре е развито земеделието като преобладаващ отрасъл е растениевъдството – основно производството на зърнени култури. От животновъдството добре е развито овцевъдство. В района на селото има благоприятни условия за развитие на пчеларство, поради разнообразната медоносна растителност. Землището на селото предлага много добри условия за отглеждане на трайни насаждения /най-вече ябълки, круши/, зеленчукопроизводство и отглеждане на технически култури.

## История
Първите сведения за селото са от 1680 г., когато се споменава под името Сърнъ Бейкьой, а по-късно се нарича Сърнабей. През 1894 г. е преименувано на Борисово, в чест на раждането на престолонаследника княз Борис Търновски.
На 6 февруари 1936 г. министърът на народното стопанство Димитър Вълев закрива седмичния пазар в селото поради липса на стопанско оправдание.
След 9 септември 1944 г., за около 2 години 1949 – 1950 г., се е нарича Ботево, но след настоятелен апел от страна на населението към централната власт, е възвърнато името Борисово.

## Религии
В селото се изповядват две основни религии: християнство и ислям.

## Културни и природни забележителности
- Архитектурна забележителност е черквата „Св. Архангел Михаил“ построена през 1868 г.
- Паметна плоча на загиналите във войните – открита на 6 май 2009 г.
- В покрайнините на селото се намира вековният дъб „Близнаците“. Дъбът е на около 200 – 250 г. До самия ствол има камен кръст от 1860 г., на който е изписано Оброчище „Света Троица“.

## Редовни събития
Всяка година в селото се провежда неговият традиционен сбор. Сборът съвпада с Архангеловден, който е празник на църквата, която се казва св. Архангел Михаил. Отслужва се литургия, прави се курбан за селото. Самодейци от местното читалище „Христо Ботев“ изнасят концертна програма в киносалона на ОУ „Св. св. Кирил и Методий“. На площада в центъра на селото свири оркестър. Извиват се кръшни борисовски хора и ръченици. Има търговци със сергии.

## Важни факти и събития за село Борисово от миналото до днес
- В началото на 18 век избухва епидемия от чума в района на селото и почти 3/4 от населението умира.
- 1855 – 1860 г. – заселване на първите жители на селото.
- 1868 г. – построена черквата и килийното училище.
- 1909 г. – голямо наводнение в селото, водата идва от Тетово.
- 1911 г. – построено началното училище „Петър Берон“.
- 1916 г. – голямо наводнение от идващата от Тетово вода, която стига чак до Сливо поле
- 1927 г. – построена прогимназията „Св. св. Кирил и Методий“.
- 1928 г. – посещение от подвижно държавно кино.
- 1940 г. – в землището на селото се приземяват два полски самолета; 23 дни зимна ваканция за учениците, поради големите студове; 22 октомври и 10 ноември – големи земетресения с пропукване на къщите и съборени комини.
- 1942 г. – голямо наводнение на с. Ряхово. Борисово приютява 200 евакуирани от селото.
- 1944 г. – 9 септември – установяване на нова комунистическа власт; евакуирани са жители на гр. Русе в с. Борисово, поради опасност от бомбардировки над града.
- 1948 г. – 21 ноември – официално пуснат електрически ток; 25 декември – учредено ТКЗС.
- 1954 г. – големи студове, удължена зимна ваканция.
- 1960 г. – въвеждане задължително осмокласно образование; идват ученици от с. Юделник, с. Стамолово и с. Кошарна.
- 1973 г. – открита АТЦ Борисово.
- 1977 г. – 4 март – голямо заметресение с епицентър Вранча, Румъния – пропуквания, полуразрушени постройки, съборени комини.
- 1980 г. – Олимпиада в Москва – участници от селото – гимнастиците Румен и Пламен Петкови.
- 1981 г. – открита етнографската музейна сбирка.
- 1989 г. – ликвидиране на ТКЗС.
- 2008 г. – закриване на Основно училище „Св. св. Кирил и Методий“.